# Paul Flynn (homme politique)
Pour les articles homonymes, voir Flynn.
Paul Philip Flynn, né le 9 février 1935 à Cardiff et mort le 17 février 2019, est un homme politique britannique, membre du Parti travailliste.

## Biographie

### Jeunesse
Paul Flynn grandit dans le sud du pays de Galles. Sa mère lui apprend le gallois, qu'il parle ainsi couramment. Son père, irlandais, est postier, et ancien soldat blessé durant la Première Guerre mondiale. Paul effectue sa scolarité dans des écoles primaires et secondaires catholiques. Il travaille un temps dans une usine de fabrication de clous sur les docks à Cardiff, puis, après des études à l'Université de Cardiff, il travaille vingt-sept ans comme chimiste industriel dans l'industrie de l'acier dans le sud du pays de Galles.

### Carrière politique
Paul Flynn est d'abord élu conseiller municipal à Newport, à l'âge de 37 ans, puis membre du conseil du comté de Gwent.
Il est élu Membre du Parlement pour Newport West à la Chambre des communes lors des élections générales de 1987, puis est réélu en 1992, 1997, 2002, 2005, 2010, 2015 et 2017. Il est porte-parole de l'Opposition travailliste sur les questions de sécurité sociale de 1988 à 1990, sous la direction de Neil Kinnock. De 1990 à 2016, il est député d'arrière-ban. Il définit ses priorités comme étant les questions de santé, de sécurité sociale, de bien-être animal, de dévolution, et de modernisation du Parlement et de la Constitution. Décrit comme étant de centre gauche, il perçoit le New Labour centriste de Tony Blair dans les années 1990 et 2000 comme étant « une force nocive » qui « inhibe l'idéalisme » du parti. Il s'oppose à la guerre d'Irak. Il se prononce contre le retrait du Royaume-Uni de l'Union européenne (le « Brexit »), qu'il qualifie de « folie absolue ».
Début juillet 2016, il est nommé membre du Cabinet fantôme par Jeremy Corbyn : il occupe les postes de Leader fantôme de la Chambre des communes (c'est-à-dire l'équivalent de ministre chargé des relations avec la chambre basse du Parlement), et Secrétaire d'État fantôme pour le pays de Galles. À l'âge de 81 ans, il est la personne la plus âgée à siéger sur les bancs d'un Cabinet ou d'un Cabinet fantôme depuis William Gladstone au XIXe siècle. Il est toutefois remplacé en octobre par Valerie Vaz et Jo Stevens.
Souffrant de polyarthrite rhumatoïde depuis l'âge de neuf ans, il est atteint également d'anémie pernicieuse durant l'année 2018. En octobre 2018, alité, il annonce qu'il ne se représentera pas aux prochaines élections législatives, mais qu'il souhaite éviter à la communauté le coût d'une élection partielle qui aurait lieu s'il quittait ses fonctions avant la fin de la législature. Sa mort en février 2019 entraîne toutefois une telle élection en avril ; le Parti travailliste conserve le siège en la personne de la candidate Ruth Jones.